# Pirla
Pirla è un termine in uso in molti dialetti di area lombarda, in particolare nel dialetto milanese, per indicare l'organo sessuale maschile, oppure come aggettivo o insulto con il significato di "stupido", "sciocco". In quest'ultimo significato, il termine è ormai conosciuto in tutta Italia e attestato sui dizionari senza essere considerato regionale.

## Etimologia
Di origine incerta, attestato dal 1920, deriva probabilmente da "pirlare", variante di "prillare", ovvero "girare su sé stesso"; in lombardo indica anche la "trottola" e il verbo "pirlà" significa "girare" o "roteare".

## Diritto italiano
Una sentenza della Cassazione ha stabilito che dare del pirla è lesivo dell'onore del destinatario.

## Sinonimi e derivati
Un sinonimo di pirla, ma di uso meno comune, è pistola o pestola che ha un analogo significato ed assume questo nome forse per un richiamo itifallico. Laddove nel suo significato più precipuo si avvicina molto al veneto e friulano móna (organo genitale femminile), al siciliano minchiuni, al piemontese picio e all'italiano coglione.
Nella lingua piemontese, il termine trova il suo corrispettivo in picio.
Il suo vezzeggiativo è pirlèta (in dialetto) o pirletta (italianizzato), un po' meno drastico, leggermente commiserevole con il significato più che altro di ingenuotto, per esempio di un uomo succube della moglie si dice che è un pirletta. Il suo maggiorativo, pirlone, ha un significato analogo a pirla ma meno incisivo e anche affettuoso.
Le locuzioni più comuni sono: dire o fare "pirlate" analogo a dire o fare cose poco intelligenti.

## Citazioni
- Il poeta Eugenio Montale ha scritto una poesia dal titolo Il pirla.
- Nel 1988 Charlie portò al successo una canzone intitolata Faccia da pirla.[9]
- Il gruppo musicale degli Articolo 31 ha pubblicato, nel 2003, all'interno del CD Italiano medio la canzone I consigli di un pirla.

## Curiosità
Pirla è una delle 26 frazioni del Comune di Monteggio, Ticino, nel sud della Svizzera. Il nome in questo caso deriva dal latino pirula, "piccola pietra".